# Pseudopaludicola ameghini
Espèce
Synonymes
- Paludicola ameghini Cope, 1887

Statut de conservation UICN

 LC  : Préoccupation mineure
Pseudopaludicola ameghini est une espèce d'amphibiens de la famille des Leptodactylidae.

## Répartition
Cette espèce est endémique du Mato Grosso au Brésil. Sa présence est incertaine en Bolivie.

## Taxinomie
Cette espèce a été relevée de sa synonymie avec Pseudopaludicola mystacalis par Fávero, Veiga-Menoncello, Rossa-Feres, Strüssmann, Giaretta, Andrade, Colombo & Recco-Pimentel en 2011 dans laquelle elle avait été placée par Haddad & Cardoso en 1987.

## Publication originale
- Cope, 1887 : Synopsis of the batrachia and reptilia obtained by H. H. Smith, in the province of Mato Grosso, Brazil. Proceedings of the American Philosophical Society, vol. 24, p. 44-60 (texte intégral).